# Settembre a Venezia
Settembre a Venezia è un dipinto di Beppe Ciardi. Eseguito probabilmente nel primo decennio del novecento, appartiene alle collezioni d'arte della Fondazione Cariplo.

## Descrizione
L'opera denota nella parte superiore una certa influenza di Guglielmo, padre del pittore, ravvisabile nella nitidezza; al contrario, la parte inferiore è caratterizzata da un'esecuzione più autonoma, stilisticamente prossima a quella che avrebbe caratterizzato la maturità del pittore. 